# Isocromossomo
Um isocromossomo é um cromossomo que perdeu um de seus braços e o substituiu com uma cópia exata do seu outro braço. São às vezes observados em algumas meninas com a Síndrome de Turner ou em células de tumor. Isocromossomos também podem ser encontrados em uma pequena proporção de pacientes com Síndrome de Down (trissomia do 21). Nesse caso, ocorre uma translocação do tipo 21q21q, formando um cromossomo composto de dois braços longos do cromossomo 21.
Apesar de não ser conhecido ao certo como é realizada a formação do isocromossomo, documentaram-se dois tipos de mecanismos: erro na divisão através do centrômero na meiose II e translocação de um braço de um cromossomo para seu homólogo na borda proximal do outro braço, adjacente ao centrômero. 
Isocromossomo é o cromossomo que se forma quando a divisão dos centrômeros dá-se transversalmente, quando deveria ocorrer longitudinalmente. Forma-se então uma cromátide somente com braços curtos e outra somente com braços longos.